# Stadtarchiv Freiberg
Das Stadtarchiv Freiberg ist das Archiv der Stadt Freiberg im Freistaat Sachsen.

## Geschichte
Die erste urkundliche Erwähnung des Stadtarchivs geht auf das Jahr 1487 zurück. Zwischen 1632 und 1635 wird es als Ratsarchiv in der ehemaligen Silberkammer des Freiberger Rathauses eingerichtet, um die bis ins Jahr 1224 zurückreichende Urkundenüberlieferung aufzubewahren.
Im Dezember 2016 begannen die Vorbereitungen für einen Umbau des Herderhauses zum neuen Stadtarchiv, wobei nach dessen Fertigstellung nur noch das Historische Archiv im Rathaus verbleiben soll.

## Bestände
Das Stadtarchiv archiviert die Unterlagen der Stadtverwaltung Freibergs, des Stadtrates und städtischer Einrichtungen. Neben den etwa 2.000 Regalmetern Archivgut bewahrt das Stadtarchiv circa 3.100 Urkunden (1224–1945), 21.000 Karten, Pläne und Risse (ab 1554) sowie 10.000 Druckwerke der Ratsbibliothek auf.

## Archivare
- Johann Friedrich Klotzsch 1759–1784
- Walter Schellhas